# Bárrio (Ponte de Lima)
Bárrio é uma povoação portuguesa do Município de Ponte de Lima que foi sede da extinta Freguesia de Bárrio, freguesia que tinha 5,31 km² de área e 359 habitantes (2011), e, por isso, uma densidade populacional de 67,6 hab./km².
A Freguesia de Bárrio foi extinta (agregada) pela última Reorganização administrativa do território das freguesias, de acordo com a Lei n.º 11-A/2013 de 28 de Janeiro, tendo o seu território sido agergado ao da Freguesia de Cepões para constituir a Freguesia de Bárrio e Cepões com sede em Cepões.

## População
| População da freguesia de Bárrio | População da freguesia de Bárrio | População da freguesia de Bárrio | População da freguesia de Bárrio | População da freguesia de Bárrio | População da freguesia de Bárrio | População da freguesia de Bárrio | População da freguesia de Bárrio | População da freguesia de Bárrio | População da freguesia de Bárrio | População da freguesia de Bárrio | População da freguesia de Bárrio | População da freguesia de Bárrio | População da freguesia de Bárrio | População da freguesia de Bárrio |
| -------------------------------- | -------------------------------- | -------------------------------- | -------------------------------- | -------------------------------- | -------------------------------- | -------------------------------- | -------------------------------- | -------------------------------- | -------------------------------- | -------------------------------- | -------------------------------- | -------------------------------- | -------------------------------- | -------------------------------- |
| 1864                             | 1878                             | 1890                             | 1900                             | 1911                             | 1920                             | 1930                             | 1940                             | 1950                             | 1960                             | 1970                             | 1981                             | 1991                             | 2001                             | 2011                             |
| 433                              | 400                              | 417                              | 413                              | 438                              | 444                              | 498                              | 524                              | 544                              | 492                              | 501                              | 433                              | 424                              | 405                              | 359                              |

## Património
- Mesa dos Quatro Abades